# Stephen Maxym
Stephen Maxym (Nova York, 17 de juliol, 1915 - Idem. 12 d'octubre, 2002) va ser un fagotista nord-americà.
A la seva ciutat natal va assistir a l'Institut d'Arts Musicals (ara The Juilliard School) abans d'unir-se a l'Orquestra Simfònica de Pittsburgh com a fagot principal amb Fritz Reiner. Després de servir a la Marina Mercant dels Estats Units durant la Segona Guerra Mundial, va fer una audició per a Erich Leinsdorf per convertir-se en Fagot Principal de la Metropolitan Opera Orchestra, càrrec que va mantenir fins que es va retirar de la seva activa carrera orquestral.
Mentre estava al Metropolitan Opera, va actuar sota la direcció de molts dels grans directors de la seva època, com Herbert von Karajan, Karl Böhm, Rafael Kubelík, Leonard Bernstein, Georg Solti. També va ser un professor distingit tant de fagot com de música de cambra, servint a les facultats de la "Juilliard School", la "Manhattan School of Music", el "Banff Centre" i la Universitat del Sud de Califòrnia, el New England Conservatory, la "Yale School of Music", i la "Hartt School of Music".
Amb el seu company Martin Mangrum, van editar el 1990 A method for playing the bassoon: based on the teachings of Stephen Maxym (Un mètode per tocar el fagot: basat en els ensenyaments de Stephen Maxym).